# San Francesco della Vigna (Velence)

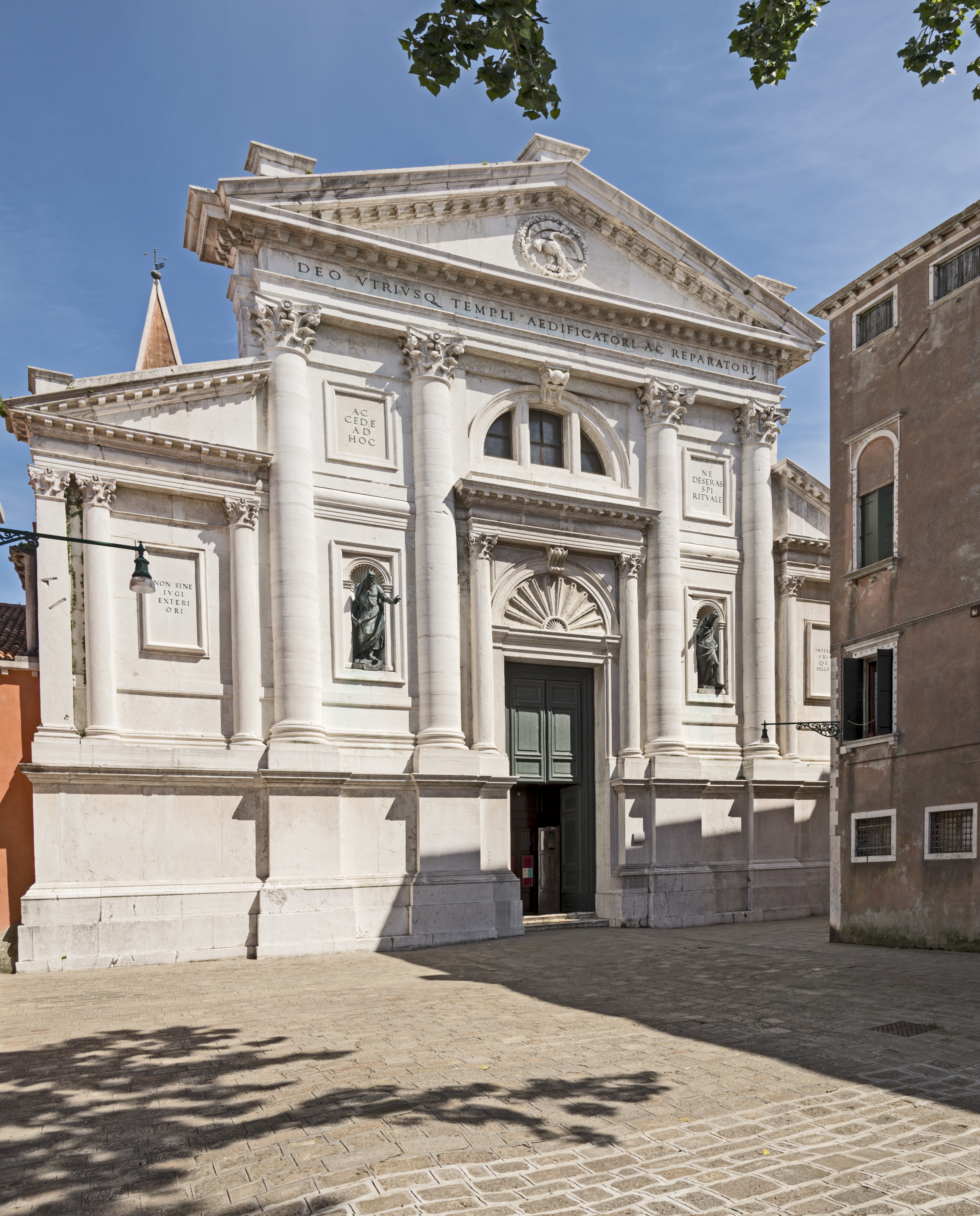
A templom homlokzata

A San Francesco della Vigna (olaszul Chiesa di San Francesco della Vigna) Velence történelmi belvárosának egy katolikus temploma. A Castello negyedben helyezkedik el, a Campo San Francesco della Vigna terén áll. 
A kapucinusok vagy a minoriták emeltették az elhagyatott környékre a 13. század második felében, a hozzá tartozó kolostorral együtt.
A mai épület 1534-ben Jacopo Sansovino tervei alapján készült, harmonikus homlokzata 1564-1572-ből Andrea Palladio munkája. 
A gótikus kolostorkomplexum három kerengőjével egyedülálló a város e negyedében, ahol viszonylag egyszerű emberek éltek.
A San Francesco della Vigna könyvtára különösen értékes kincseket rejt, székhelye a konvent épületében foglal helyet. Már 1260-ban Velence irodalmi központjaként ismerték. Első hivatalosan dokumentált említése  1437. augusztus 2-i keltezésű, IV. Jenő pápa rendeletéhez kötődik. Andrea Bragantin és Girolamo Badoer a 14. században többször adományozott a könyvtár támogatásához pénzösszegeket. A napóleoni háborúk idején a könyvtár is áldozatául esett a francia sereg pusztításainak. [1877]-ben renoválták - a szerzetesek és kívülállók adományainak köszönhetőleg. Anyaga Velence irodalmi örökségének részét képezi, 58 000 katalogizált alkotással illetve 6 600 antik könyvvel rendelkezik.

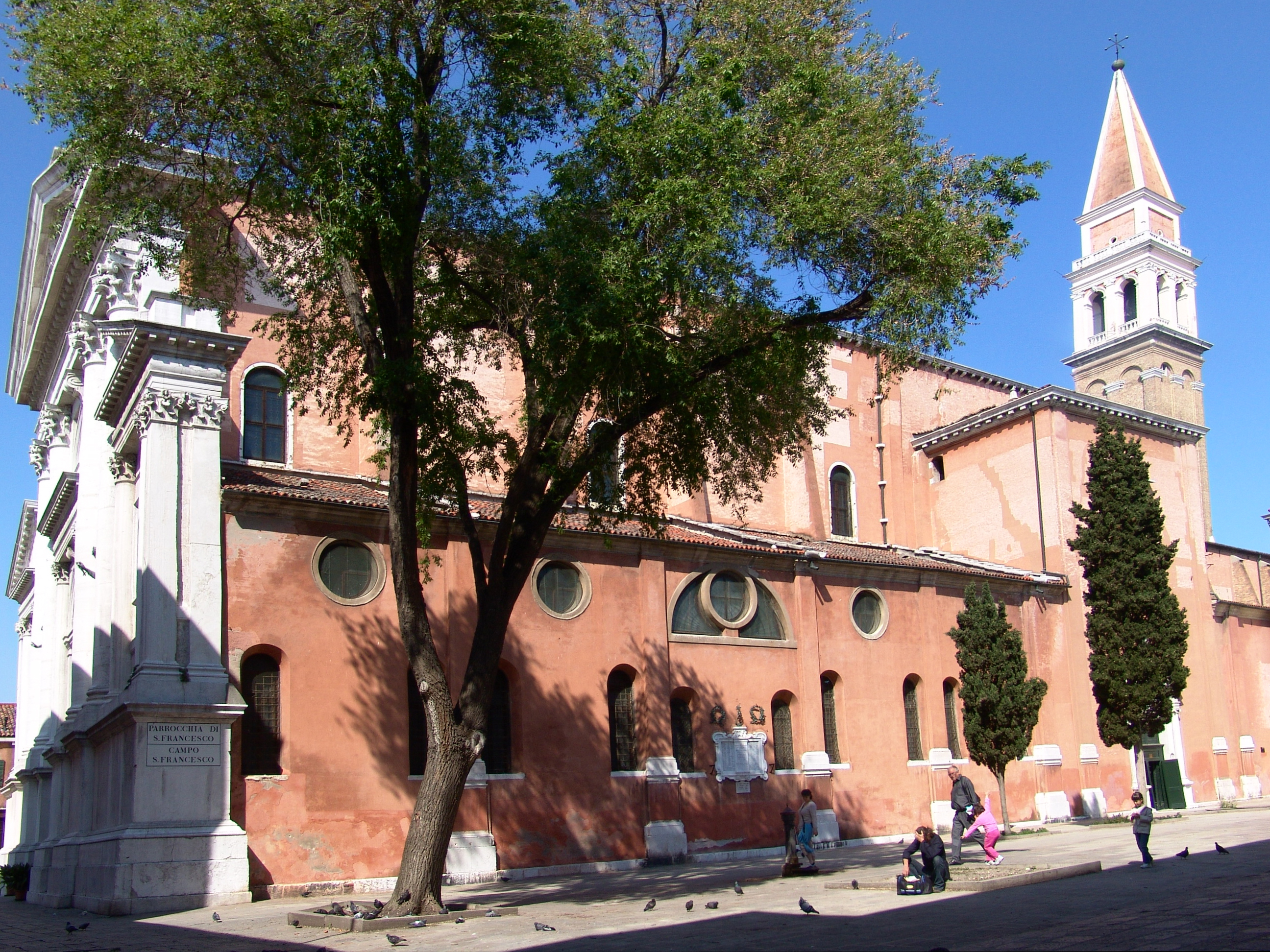
A templom a harangtoronnyal
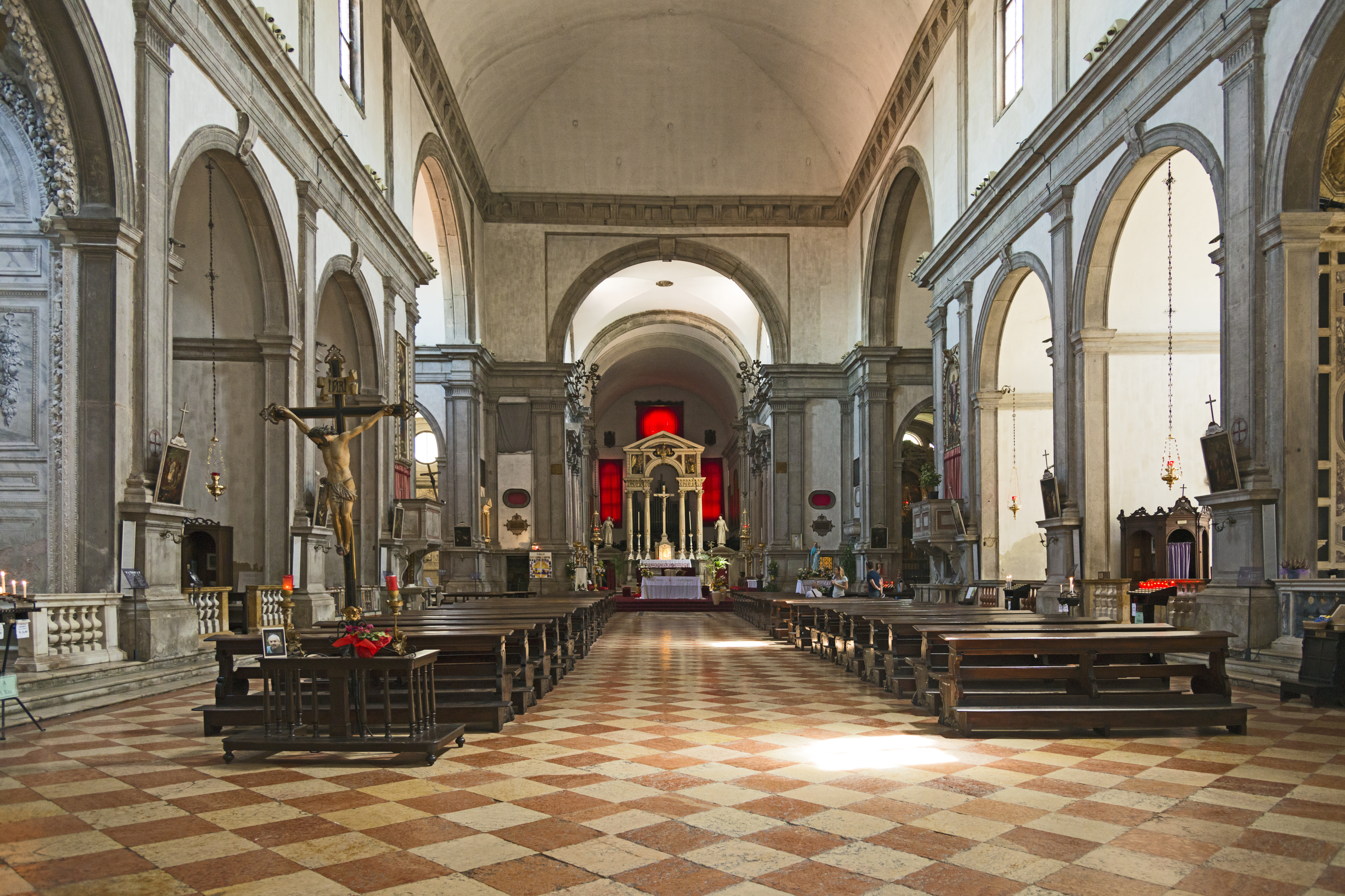
A főhajó
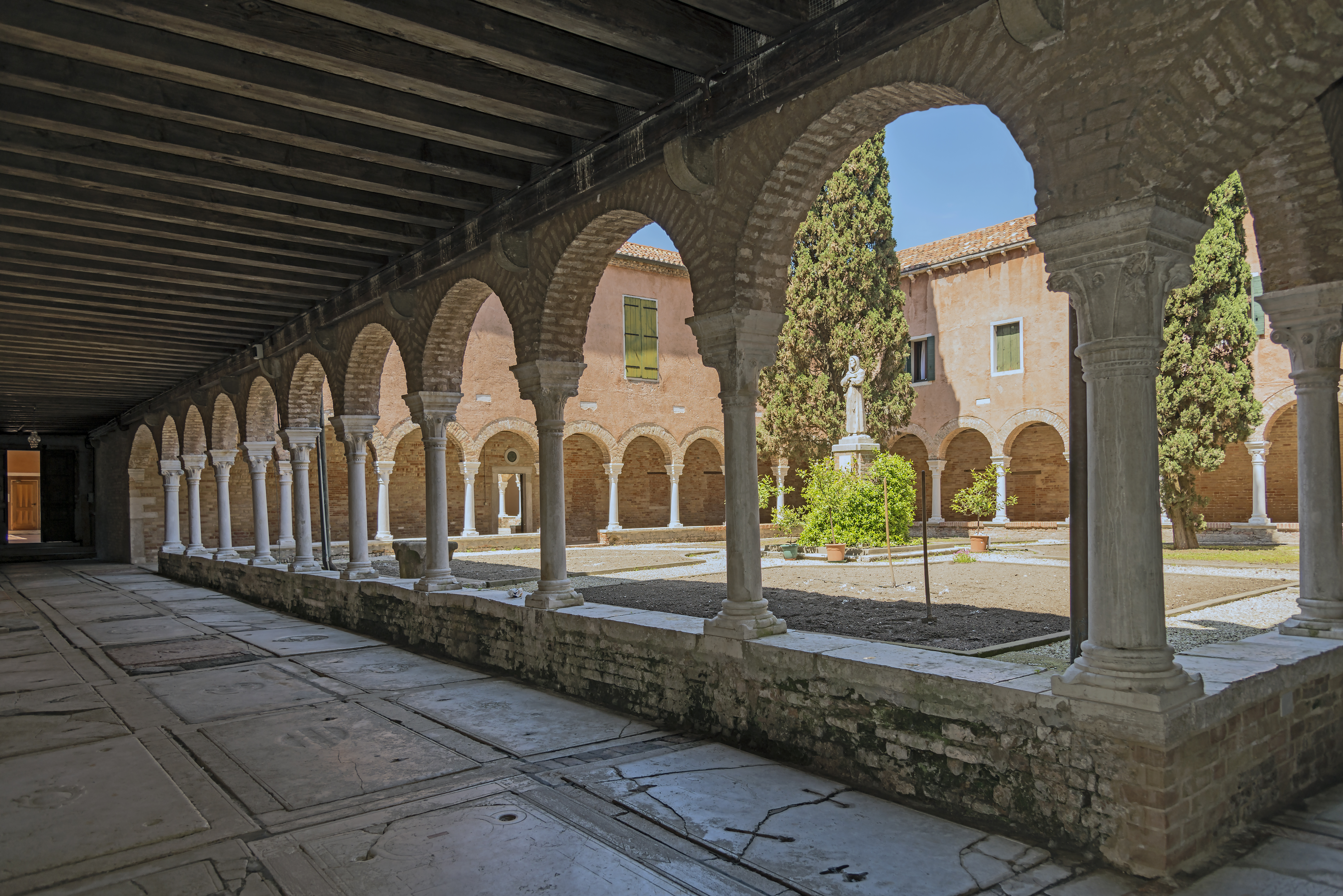
A kolostor

## Szakirodalom
- G. Ranzato, Memorie del convento e chiesa di S. Francesco della Vigna in Venezia, Venezia 1898.
- P. La Cute, Le vicende delle biblioteche veneziane dopo la soppressione napoleonica, in "Rivista di Venezia", Ottobre 1929, 1-45.
- C. Albasini, La biblioteca di san Francesco della Vigna in Venezia, in "Le Venezie francescane", 19 (1952), 4, 177-181.
- L. D'Elia, Il catalogo dei libri stampati della Biblioteca di San Francesco della Vigna di Venezia, Cod. Marc. It. X 216-218, cart. sec. XVIII (6903, 6904, 6905), Venezia 1990.
- M. Bortoli, Edizioni cinquecentine stampate in Italia esistenti nella Biblioteca del Convento di San Francesco della Vigna in Venezia, [Venezia?] 1999.
- M. Molin Pradel, Due manoscritti greci conservati nel convento di S. Francesco della Vigna a Venezia, in "Νέα Ρώμη. Rivista di ricerche bizantinistiche", 1 (2004), 255-265.

## Külső hivatkozások
- Centro Internazionale di Studi di Architettura Andrea Palladio, az épület homlokzatáról